# Kankaanpää församling
Kankaanpää församling (finska Kankaanpään seurakunta) är en evangelisk-luthersk församling i Finland. Församlingen har verksamhet i Kankaanpää, Jämijärvi, Honkajoki, Karvia och Siikais och den tillhör Åbo ärkestift och Björneborgs prosteri. Församlingens verksamhet sker i huvudsakligen på finska.
Kankaanpää församling grundades som en bönehusförsamling som hörde till Ikalis församling år 1756. År 1777 blev bönehusförsamlingen en kapellförsamling och år 1841 blev Kankaanpää församling en självständig församling. Karvia och Honkajoki församlingar har senare avskiljts från Kankaanpää församling men år 2019 blev Honkajoki och Jämijärvi församling en del av Kankaanpää församling som kapellförsamlingar.År 2023 blev Karvia och Siikais församlingar en del av Kankaanpää församling som kapellförsamlingar också.
Församlingen har cirka 11 500 medlemmar och Mika Kyytinen har varit församlingens kyrkoherde sedan den 1 juni 2020.

## Kyrkor
Lista över kyrkor i Kankaanpää församling:
- Kankaanpää kyrka
- Hakoniemi kyrka
- Kankaanpää jordfästningskapell
- Jämijärvi kyrka
- Honkajoki kyrka
- Honkajoki jordfästningskapell
- Karvia kyrka
- Siikais kyrka